# Laia Campos
Laia Campos (Castellón de la Plana, 29 de septiembre de 1991) es una actriz española formada en la Escuela Municipal de Teatro de Castellón y en Cine/TV por él también actor Víctor Antolí. Ha participado en la película Tres metros sobre el cielo, y en las series Chiringuito de Pepe y El Diario de Jason en la que fue uno de los personajes protagonistas junto a Joe Gómez, Daniel Retuerta, Sandra Navarro y Kilian Delgado.

## Televisión
| Año         | Título              | Personaje        | Notas                             |
| ----------- | ------------------- | ---------------- | --------------------------------- |
| 2014        | Chiringuito de Pepe | ¿?               | Cameo (1 episodio)                |
| 2015 - 2017 | El Diario de Jason  | Carolina Britins | Personaje principal (7 episodios) |

## Cine
| Año  | Título                     | Notas |
| ---- | -------------------------- | ----- |
| 2010 | Tres metros sobre el cielo | Cameo |